# Konvekcija
 Ovo je glavno značenje pojma Konvekcija. Za druga značenja pogledajte Konvekcija (razdvojba).
Konvekcija ili toplinsko strujanje ili je prijenos topline u tvarima koje mogu strujati, to jest u tekućinama i plinovima (fluidi). Strujanje nastaje zbog promjene gustoće zagrijavanjem. Ako se, na primjer, voda grije odozdo, donji se slojevi vode ugriju, rašire i smanji im se gustoća, pa se ugrijana voda diže nad hladnu. Slično nastaju i vjetrovi u atmosferi. U fluidima se promjena topline odvija kroz difuziju i koherentno gibanje zraka. Difuzija je nasumično Brownovo gibanje pojedinačnih čestica u fluidu, dok je koherentno gibanje zraka prijenos topline u kojem se fluid ili toplina prenosi u većim strujama.
Grijanje prostorija pomoću peći osniva se strujanju. Toplina se od peći prenosi po sobi strujanjem zraka. U nekim zgradama vrši se grijanje više prostorija s jednog centralnog mjesta. To je takozvano centralno grijanje. Ako postoji centralno grijanje samo za jedan stan, onda je to etažno grijanje. Prema vrsti sredstva za prenošenje topline centralno grijanje može biti zračno, vodno i parno. Pri zračnom grijanju upotrebljava se kao sredstvo za prenošenje topline zrak. Pri grijanju vodom upotrebljava se kao sredstvo za prenošenje topline voda, a osniva se na prirodnoj cirkulaciji tople i hladne vode. Voda se grije u kotlu koji je obično u podrumu, diže se kroz cijevi i predaje svoju toplinu preko radijatora stambenim prostorijama. Ohlađena voda vraća se drugim cjevovodom u kotao gdje se ponovo ugrije. Da bi se voda u napunjenom sistemu pri zagrijavanju mogla slobodno širiti, na tavanu se obično nalazi ekspanziona posuda koja prima višak vode. Pri parnom grijanju upotrebljava se kao sredstvo za prenošenje topline vodena para od 0,05 do 2 atm (od 100 do 200 kPa). U radijatorima para predaje svoju toplinu stijenama radijatora i tako zagrijava prostoriju.

## Konvekcijski prijenos topline
Opći izraz riječi konvekcija  često izostavlja riječ toplina, ali ipak se misli na konvekciju topline: to je slučaj u kojem je interes da se toplina odvede i rasprši. Postoje dvije glavne vrste konvekcije:
1. Toplina se prenosi pasivno, gibanjem fluida koje bi se dogodilo i bez procesa grijanja. Ovaj slučaj konvekcije se najčešće naziva prisilna konvekcija.
2. Toplina sama izaziva kretanje fluida (putem širenja i sile uzgona), dok se u isto vrijeme izaziva prijenos topline ovakvim skupnim gibanjem fluida. Ovaj proces se naziva prirodna konvekcija.

Oba tipa, prisilna konvekcija i prirodna konvekcija, mogu se odvijati zajedno. U tom slučaju nazivaju se mješovita konvekcija. Konvekcijski prijenos topline je mehanizam prijenosa topline koji nastaje zbog masovnog kretanja fluida. To može biti prikazano s vodljivim prijenosom topline koje je prijenos energije vibracijama na molekularnoj razini kroz fluide i čvrsta tijela, i prijenos energije elektromagnetskim valovima. Pošto je konvekcija ovisna o masovnom gibanju, može se javljati samo u tekućinama, plinovima i višefaznim smjesama.

### Prirodna konvekcija
Prirodna je konvekcija posljedica razlike u temperaturi između dva mjesta u fluidu. Brzina strujanja je relativno mala. Kada se toplina prenosi opticajem fluida koji protječe zbog uzgona, kojem je uzrok zagrijavanja medija i promjena gustoće zbog zagrijavanja, tada takav proces nazivamo prirodna konvekcija. Najpoznatiji primjeri su kotlovi za toplu vodu. Takvi kotlovi najčešće imaju dovod hladne vode koju moraju zagrijati odozdo, i zagrijavanjem vode na željenu temperaturu ona se kreće prema gornjoj stjenci kotla.
Tok topline kod prirodne konvekcije definiran je kao:
{\displaystyle H_{prirodno}=hA\Delta T,\ h=h(\Delta T,\varphi ),\ [h]=\mathrm {\frac {W}{m^{2}K}} }
gdje je: h - koeficijent prijenosa topline koji ovisi o temperaturi, brzini strujanja fluida, agregatnom stanju, specifičnom toplinskom kapacitetu, tlaku,... 

### Prisilna konvekcija
Prisilna konvekcija je vrsta prijenosa topline u kojem se gibanje medija generira nekim vanjskim sredstvom (na primjer pumpe, lopatice turbina, kompresori i tako dalje). S prisilnom konvekcijom se najčešće susreću inženjeri koji projektiraju ili analiziraju izmjenjivače topline, cijevni protok i još neke slične uređaje ili procese. Međutim, u bilo kojoj situaciji gdje imamo prisilnu konvekciju u malim mjerama, pojavi se i prirodna konvekcija. Količina prirodne konvekcije u nekim slučajevima nije velika pa ju možemo zanemariti, a u drugim slučajevima ju ne zanemarujemo nego se takav proces naziva mješovita konvekcija.
Tok topline kod prisilne konvekcije definiran je kao:
{\displaystyle H_{prisilno}=h\cdot A\cdot \Delta T,\ h\neq h(\Delta T)}
Kada analiziramo mješovitu konvekciju parametar zvan Arhimedov broj parametrizira relativnu snagu prirodne i prisilne konvekcije. Arhimedov broj je omjer Grashofovog broja i kvadrata Reynolds-ovog broja, koji predstavlja omjer uzgona sile i silu inercije. 
{\displaystyle A_{r}={\frac {Gr}{Re^{2}}}}
Kada prirodna konvekcija nije značajan čimbenik, matematička analiza prisilne konvekcije obično daje točan rezultat. Za prisilnu konvekciju značajni parametar je Pecletov broj. Taj broj je omjer koherentnog gibanja struje i difuzije (kretanje od višeg prema nižem tlaku) topline.
{\displaystyle P_{e}={\frac {U\cdot L}{\alpha }}}

## Plamen i konvekcija
U bestežinskom stanju ne može doći do sile uzgona pa ni do prirodne konvekcije. Pod tim uvjetima plamen ne može gorjeti jer se uguši u vlastitim plinovima. Međutim, plamen se može održati s bilo kojim oblikom prisilne konvekcije gdje se plinovi dobiveni izgaranjem odvode i hlade, a njihovo mjesto zauzima kisik koji zauzima mjesta niskog tlaka i podržava gorenje. 